# Heródico de Babilonia
Heródico de Babilonia (en griego, Ηρόδικος ο Βαβυλώνιος) fue un gramático, filólogo y comediógrafo de la Antigua Grecia de la segunda mitad del siglo II a. C. y discípulo de Crates de Malos. Era llamado también Herodieo (Herodieus) y Ateneo lo llama el Crateteiano (ὁ Κρατήτειος) por pertenecer a la Escuela de Filosofía de Pérgamo.

## Biografía
Aunque su datación exacta no ha sido posible, con toda probabilidad fue uno de los sucesores inmediatos de Crates y uno de los principales partidarios de la escuela crítica de Crates contra los seguidores de Aristarco, a quienes descalificaba en epigramas como es citado por Ateneo (p. 222). Está incluido en la Antología griega. (Brunck, Anal. Vol. II. p. 65; Jacobs, Anth. Graec. Vol. II. p. 64.).
Poco se ha conservado de su obra. Escribió el ensayo Contra los admiradores de Sócrates (Πρὸς τὸν φιλοσωκράτην, Pròs tòn Philosokráten) que es un desafío para Platón y Sócrates y cuyos pasajes se encuentran en los Deipnosofistas de Ateneo, que lleva también una corriente hostil antiplatónica y que ambos representarían la fuente que seguirían los posteriores detractores de Platón.
Es autor igualmente de Personas satirizadas en las comedias (Κωμῳδούμενοι que trata sobre la comedia del Ática antigua y media, y de Tratados diversos (Σύμμικτα ὑπομνήματα).